# IChem
iChem – system umożliwiający udostępnianie informacji na temat posiadanych odczynników chemicznych. Informacje te mogą być wymieniane przez użytkowników systemu posiadających własne serwery iChem. Funkcjami pochodnymi są: umożliwienie prowadzenia i przeszukiwania bazy własności odczynników oraz moduł do prowadzenia gospodarki magazynowej. System iChem powstał na zamówienie Wydziału Chemicznego Politechniki Śląskiej w Gliwicach. Jest on częścią grantu PCZ-99. Projekt bazy uczelnianej jest częścią grantu obejmującego swym zasięgiem większość polskich uczelni. System iChem został zainstalowany na 25 wydziałach chemicznych polskich uczelni, jest pierwszym systemem tego typu wprowadzonym w Polsce w tak szerokim zakresie. W 2001 roku jego baza zawierała informacje o blisko 8 tysiącach substancji.
System iChem umożliwił na wydziałach chemicznych szkół wyższych sporządzenie jednolitej, pełnej ewidencji substancji chemicznych, prowadzenie uproszczonej gospodarki magazynowej oraz udostępnienie w skali ogólnokrajowej informacji o zbędnych odczynnikach. Cenne okazało się wprowadzenie do systemu iChem baz danych, zawierających informacje o właściwościach odczynników, w tym obszerne dane dotyczące bezpieczeństwa pracy z danymi chemikaliami, występujących zagrożeń, informacje toksykologiczne, ekologiczne i opis sposobu postępowania z odpadami. Dla większości substancji chemicznych umieszczonych w bazie dostępne są karty bezpieczeństwa odczynników, stanowiące cenne źródło informacji, obowiązujące prawem: Rozporządzenie Ministra Zdrowia z dnia 3 lipca 2002 r. w sprawie karty charakterystyki substancji niebezpiecznej i preparatu niebezpiecznego. (Dz. U. Nr 140, poz. 1171). Informacje o właściwościach odczynników, w tym również dotyczące bezpieczeństwa pracy z odczynnikami i obszerne dane zawarte w kartach substancji niebezpiecznych, są użytecznym narzędziem dla zapewnienia bezpieczeństwa przy planowaniu badań naukowych i w prowadzeniu zajęć dydaktycznych oraz mogą stanowić pomoc w likwidacji danych substancji chemicznych w strumieniu odpadów.

## Założenia i zasada działania programów z rodziny iChem
- Prowadzenie gospodarki magazynowej
- Informacja o odczynnikach do wymiany lub sprzedaży
- Informacja o właściwościach odczynników chemicznych, szczególnie pod kątem zagrożeń
- Prowadzenie uproszczonej gospodarki magazynowej
- Praca w sieci Internet
- Dostęp do danych przy pomocy przeglądarki internetowej
- Liczba użytkowników ograniczona tylko przez prawa dostępu
- Skomunikowane, ciągle uzupełniane bazy nazw i właściwości odczynników – na serwerach
- Bazy magazynowe na serwerach – dostęp tylko dla uprawnionych
- Możliwość wymiany informacji o odczynnikach w skali ogólnopolskiej (i nie tylko)[5]